# Tragik der Allmende
Tragik der Allmende (engl. tragedy of the commons), Tragik des Allgemeinguts oder Allmendeproblematik beschreibt ein sozioökonomisches Dilemma, bei dem eine begrenzte, gemeinschaftlich genutzte Ressource durch individuelle Übernutzung erschöpft wird. Es zeigt, wie das Streben einzelner Akteure nach maximalem persönlichen Nutzen langfristig zum Schaden der gesamten Gemeinschaft führen kann, da die materiellen Ressourcen erschöpft oder zerstört werden – beispielhaft sind Überweidung, Überfischung oder Raubbau. Als Lösungen werden Privateigentum und internationale Beschränkungen gesehen, diese bleiben jedoch mit Blick auf die Durchsetzbarkeit, Verteilungsgerechtigkeit und auch die nachhaltige Nutzung umstritten.

## Begriffsgeschichte
Der wörtliche Ausdruck tragedy of the commons wird unter anderem auf Überlegungen von William Forster Lloyd (1795–1852) zur Bevölkerungsentwicklung zurückgeführt. Er geht auf die Rechte der commoners zurück – einzelner Bauern, die gemeinsam das Kroneigentum bewirtschafteten, insbesondere Hirten, die gemeinsam Weideland nutzten, das durch Überweidung geschädigt werden kann, wenn jeder Hirte versucht, seinen eigenen Nutzen zu maximieren, ohne die Gesamtbelastung der Ressource zu berücksichtigen. Die deutsche Übersetzung wird von der seit dem Mittelalter bekannten Wirtschaftsform Allmende abgeleitet.

### Garrett Hardin
Der Mikrobiologe und Ökologe Garrett Hardin baute auf Lloyds Idee auf, übertrug sie auf globale Herausforderungen wie Bevölkerungswachstum, Umweltzerstörung und Ressourcennutzung und machte den erweiterten Begriff 1968 in einem Essay für die Zeitschrift Science unter dem Titel The Tragedy of the Commons bekannt. Die Tragik der Allmende wäre nach Hardin ein unvermeidliches Schicksal der Menschheit, würde man nur nach technologischer Lösung suchen. Um diesem Schicksal zu entgehen, muss man vielmehr seine Perspektive ändern und das Problem nicht mehr nur als das einzelner Individuen, sondern auch als solches der Gemeinschaft betrachten und angehen. H. Scott Gordon schrieb noch 1954 am Beispiel der Fischerei: „Niemand misst einem Besitz, der allen zur freien Verfügung steht, einen Wert bei, weil jeder, der so tollkühn ist zu warten, bis er an die Reihe kommt, schließlich feststellt, dass ein anderer seinen Teil bereits weggenommen hat.“ Hardin, der sich selbst in die Tradition Robert Malthus’ stellt, erweiterte den Begriff zur Metapher für unter anderem Überbevölkerung und forderte neben geregeltem Zugang zum öffentlichen Gut auch eine globale Geburtenkontrolle.
Hardin zufolge werde, sobald eine Ressource uneingeschränkt allen Menschen zur Verfügung steht, jeder versuchen, für sich so viel Ertrag wie möglich zu erwirtschaften. Dies funktioniere solange, wie das Gut nicht erschöpft wird. Sobald jedoch die Zahl der Nutzer über ein bestimmtes Maß hinaus ansteigt, greife die Tragik der Allmende: Jeder versuche nach wie vor, seinen Ertrag zu maximieren. Nun reiche das Gut aber nicht mehr für alle. Die Kosten, die durch den Raubbau entstünden, trage die Gemeinschaft. Für den Einzelnen sei der augenblickliche Gewinn wesentlich höher als die erst langfristig spürbaren Kosten. Doch letztlich trage jeder sowohl zum eigenen als auch zum Ruin der Gemeinschaft bei. „Freedom in a commons brings ruin to all“, so Hardins Schlussfolgerung.

### Joachim Radkau
Joachim Radkau findet die Begrifflichkeit in einer ganzen Reihe von Schriften, die seit dem 18. Jahrhundert ein angebliches oder tatsächliches Allmendeproblem diskutierten. Radkau nennt neben der fast sprichwörtlich verwendeten „dürren Allmendekuh“ auch die aristotelische Polemik gegen die platonische Polis als Dauerargument der Agrarreformer. So zitiert er Aristoteles mit der Aussage, dass „dem Gut, das der größten Zahl gemeinsam ist, die geringste Fürsorge zuteil wird“, um den althergebrachten bäuerlichen Gemeinbesitz abzuschaffen.
Radkau zufolge hat die Verwendung der Allmende in den Wirtschaftswissenschaften mit der tatsächlichen, durchaus funktionierenden und ökologisch interessanten Allmende wenig zu tun.
Die wesentliche Motivation in den Wirtschaftswissenschaften sieht er in der Frühzeit als ideologische Wendung gegen traditionelle Formen des Gemeineigentums und einer zunehmenden, auf Privateigentum basierten Rationalisierung der Agrarwirtschaft, später umgekehrt in der Forderung nach rigiden internationalen Beschränkungen der Ressourcennutzung.

### Evolutionstheorie
In der Evolutionstheorie findet das Modell Anwendung als mögliche Erklärung für Evolutionary Suicide.

## Das Modell in den Wirtschaftswissenschaften
Güter, von deren Nutzung andere potenzielle Nachfrager nicht ausschließbar sind, jedoch die Nutzungsansprüche der Nachfrager rivalisieren, werden in den Wirtschaftswissenschaften als Allmendegüter bezeichnet.
Stehen in einer Welt knapper Ressourcen vollkommen rivale Güter frei, also zu einem Preis von null, zur Verfügung (→ Gemeingut), so wird sich im Regelfall eine Rationierung über die Wartezeit einstellen. Die Folge ist ein ressourcenverzehrender Aneignungswettkampf, in dem jeder versuchen wird, der Erste zu sein.
Beispiele für die problematische Nutzung natürlicher Ressourcen, an denen keine exklusiven Verfügungsrechte definiert sind:
- Überfischung der Weltmeere
- Plünderung von Wildtierbeständen und Wäldern, besonders in Entwicklungsländern (Raubbau)
- Einleitung von Abwässern in Bäche und Flüsse
- Verseuchung dieser durch landwirtschaftliche Pestizide und Überdüngung
- illegale Umwandlung von Wald in Ackerland (Indonesien, Lateinamerika, Afrika)
- Übernutzung von Böden mit Folge der Desertifikation
- Nutzung der Atmosphäre als Senke für Luftschadstoffe mit Luftverschmutzung als Folge.

Als Motor wirkt, wenn die Nachfrage nach dem Gemeingut stark wächst im Vergleich zum Angebot. Dann tritt durch schnelleren Verbrauch des
Gemeinguts eine tragische Eskalation ein. Siehe positive Rückkopplung.
Dies kann unter anderem verursacht werden durch lokal explodierende Bevölkerungspopulationen, die zu versorgen sind. In diesem Fall
versagen Lösungsansätze des sozialen Dilemmas, die auf Definition von Verfügungsrechten unter staatlicher Kontrolle oder der Regulierung knapper Ressourcen, z. B. durch Fangquoten oder Emissionsrechtehandel, beruhen.

### Elinor Ostrom
Elinor Ostrom betrachtete in einem viel beachteten Buch Governing the Commons: The Evolution of Institutions for Collective Action (deutscher Titel: Die Verfassung der Allmende. Jenseits von Staat und Markt) die Tragik der Allmende aus institutionenökonomischer Sicht. Ihr zufolge basieren funktionierende Lösungen des Allmendeproblems bei lokalen Allmendegütern oft darauf, dass die betroffenen Individuen die Ressource im Rahmen einer geeigneten Institution verwalten, die auf der Selbstorganisation der Beteiligten beruht. Für das Zustandekommen einer entsprechenden Übereinkunft sei sowohl eine glaubwürdige Selbstverpflichtung der Beteiligten wie auch das Etablieren wirkungsvoller Kontrollmöglichkeiten notwendig. Derartige institutionelle Arrangements auf Gemeindeebene oder genossenschaftlicher Ebene seien oft erfolgreicher als zentralstaatliche Kontrolle oder auch aus Privatisierungen resultierende Marktmechanismen, weil vor Ort vorhandenes Wissen genutzt werden könne.
Es gibt aus Ostroms Sicht daher mehr Lösungen zu dem Allmendeproblem, als von Hardin, aber auch der traditionellen ökonomischen Theorie generell vorgeschlagen wurden. Insbesondere müsse die Reichweite der Theorie, die aus Hardins Artikel entstanden sei, einer Neubewertung unterzogen werden. Zwischen den Extremformen Staatsmodell (mit einem „wohltätigen Diktator“) einerseits und Unternehmensmodell (mit einem profitmaximierenden Unternehmer) andererseits gebe es in der Realität eine Vielzahl kollektiver Nutzungsformen, die zu berücksichtigen seien (siehe Artikel zu Commons).

### Spieltheorie und Sozialpsychologie
Untersucht wird dieses Verhaltensmuster der individuellen Nutzenmaximierung, die unter Umständen zum gemeinsamen Ruin führt, auch von der Spieltheorie, insbesondere vom Gefangenendilemma und seinen Varianten. Dabei wird unter anderem der Frage nachgegangen, warum Individuen in vielen Fällen trotz hoher individueller Kosten soziale Normen durch altruistische Sanktionen stabilisieren. Die Sozialpsychologie zeigt auch maximenbasiertes, also nicht zweckorientiertes Vertrauen als Lösungsmöglichkeit auf.

## Systemtheorie
Aus Sicht der Systemtheorie ist die Tragik der Allmende das Resultat des Verhaltens positiv rückgekoppelter Systeme, deren Tendenz zum „Aufschaukeln“ zu einem Teufelskreis führt. Dieses Verhalten kann auch in einem einfachen mathematischen Modell, der „Logistischen Gleichung“, nachgebildet werden.
Das bedeutet, dass die positive Rückkopplung verstärkend auf sich selbst auswirkt: Je stärker das Allgemeingut genutzt wird, desto knapper wird es – und je knapper es wird, desto stärker ist die Konkurrenz der Nutzer um den verbleibenden Rest. Das führt in eine Abwärtsspirale, sodass letztlich das Allgemeingut nahezu oder vollständig verbraucht ist. Wenn das Überleben der Nutzer davon abhängt, ist es auch dadurch gefährdet bzw. ausgeschlossen.

## Komik der Allmende
Carol M. Rose beschrieb 1986 die sogenannte Komik der Allmende (englisch comedy of the commons). In gewissen Fällen könne sich das Ausnutzen einer Ressource für die Allgemeinheit als positiv darstellen. Dies sei der Fall, wenn die jeweilige Ressource nach dem Prinzip: „Je mehr, desto besser“ bei größerer Beanspruchung größere Gewinne erzielt. Rose nennt Tanzveranstaltungen als Beispiel, bei denen eine größere Beteiligung von Individuen eine höhere Vielfalt der potentiellen Tanzpartner, eine bessere Atmosphäre und einen größeren Gemeinschaftssinn erzeugt. Andere Beispiele wären der Markt oder Wikipedia.
Das Problem bei der Komik der Allmende liegt in der mangelnden Investition, auch „underinvestment“ genannt. Diese bezeichnet den Unwillen der Beteiligten, die Ressource zu beanspruchen, vor allem zu deren Beginn. Am Beispiel der Tanzveranstaltung zeigt sich dies anhand einer leeren Tanzfläche, da keiner der Gäste bereit ist, die erste Person auf der Tanzfläche zu sein.
Das Konzept der Komik der Allmende weist Ähnlichkeiten zur Tragik der Anti-Allmende (Anticommons) auf.

## Überwindung der Tragik
Zur Überwindung dieser Tragik werden unterschiedliche Konzepte diskutiert. 
Bedeutende Vorschläge wurde von Silke Helfrich, teilweise in Zusammenarbeit mit David Bollier, entwickelt.
Diese setzen sich intensiv mit den Erfolgsaussichten der folgenden, zuvor diskutierten Überwindungsmöglichkeiten auseinander.
- Aufklären und Ermahnen. Die Menschen werden informiert über die Auswirkungen ihres Handelns bezüglich Übernutzung eines Allgemeinguts und an ihr Moralgefühl appelliert. Während ein moralischer Appell ein schwaches Mittel darstellt, können auch machtvolle Mittel wie soziale Ausgrenzung angewandt werden.
- Privatisieren. Wo dies möglich ist, können Allgemeingüter aufgeteilt und privatisiert werden, um die Teile unter privater Kontrolle zu stellen, wodurch Übernutzung direkt spürbar wird.
- Verbindliche Regeln. Durch Gebote, Verbote, Genehmigungen, Abgaben kann gemeinschaftlicher Zwang ausgeübt werden. Bekannte Beispiele finden sich im Straßenverkehr, Sendefrequenzen, Abfall- und Wassergebühren, Steuern.

## Kritik
Yochai Benkler, Professor an der Harvard Law School, beschäftigt sich in dem Werk The Wealth of Networks: How Social Production Transforms Markets and Freedoms mit den gesellschaftlichen und wirtschaftlichen Auswirkungen der Networked Information Economy („vernetzten Informationswirtschaft“). Diese setzt sich aus Menschen zusammen, die in einem nicht-kommerziellen Austausch interagieren und Gemeingüter produzieren. Benkler nennt diesen Vorgang Commons-Based Peer Production (etwa „Allmendefertigung durch Gleichberechtigte“) und beschreibt damit eine neue Institutionenökonomik, die dem gängigen Verständnis vom Schutze des geistigen Eigentums der neoklassischen Volkswirtschaftlehre als Kritik gegenübersteht.
Diese kollaborative Form der Produktion stehe in Kontrast zu dem durch Hardin beschriebenen Umstand der Tragik der Allmende. Benkler beschreibt einen partizipativen Prozess der Wertschöpfung, in dem es jedem Einzelnen erlaubt ist, sich durch das Internet zu organisieren und durch gemeinsame Arbeit, ohne finanzielle Motivation oder Konkurrenzkampf, an der Schöpfung einer digitalen Allmende teilzunehmen. Freie Software oder open source gelten dabei als grundlegender Baustein für commons-based peer production (kurz: CBPP). Als Beispiel hierfür nennt Benkler: Wikipedia, GNU/Linux und SETI@Home.
Der Sozialhistoriker Iain Boal bezeichnet die Tragik der Allmende unter Bezugnahme von Hardings Text als einen Mythos, der bewusst genutzt würde, um die Verteidigung von Privateigentum aufrechtzuerhalten. Sie sei Grundlage für neoliberale Maßnahmen der Weltbank und Richtlinien des IWF seit den 1970er Jahren, zum Zwecke der Privatisierung von öffentlichem Eigentum und der Einhegung der Allmende. Auch der ökosozialistische Aktivist Ian Angus kritisiert Hardins Aufsatz.

## Rezeption
Clemens Knobloch zufolge handelt es sich bei Anti-Allmende-Konzeptionen (Lloyd 1833/Hardin 1968) um Narrative zum Zweck der Legitimierung von Einhegungen („Privatisierungen“) aus dem Enclosure Movement. Antithetisch bezugnehmend auf Hardin hielt James Quilligan, politischer Berater und Pressesprecher der Brandt-Kommission, 2020 einen als The Tragedy of Supply and Demand („Tragik von Angebot and Nachfrage“) betitelten Vortrag.